# Житомир (аэропорт)
Международный аэропорт «Житомир» имени С. П. Королёва (укр. Міжнародний аеропорт «Житомир» імені С. П. Корольова) — аэропорт украинского города Житомир.

## История
Аэродром был создан в 1939 году, использовался в ходе Великой Отечественной войны, был разрушен в ходе боевых действий и в соответствии с четвёртым пятилетним планом восстановления и развития народного хозяйства СССР был восстановлен в 1947 году.
После провозглашения независимости Украины в 1994 году здесь был создан пункт пограничного контроля.
В ноябре 2011 года аэропорт был исключён из реестра гражданских аэродромов Украины из-за отсутствия авиарейсов с 1990 г ..
В марте 2014 года авиакомпания YanAir начала восстановление аэродрома после 25-летнего простоя, 24 апреля 2015 года Госавиаслужба Украины выдала свидетельство о регистрации аэропорта, к началу декабря 2015 года был отремонтирован аэровокзал и восстановлена взлётно-посадочная полоса и начался процесс сертификации аэропорта, 30 декабря 2015 года аэропорт был сертифицирован. 29 января 2016 года аэродром принял первый самолёт (которым стал двухмоторный пассажирский турбовинтовой Saab 340 авиакомпании YanAir, выполнивший технический рейс).
29 августа 2017 года взлётно-посадочная полоса аэропорта была передана в коммунальную собственность города.
30 июня 2021 года аэропорт был повторно открыт распоряжением правительства, 13 августа аэропорт принял первый международный рейс, он прибыл из США.